# Spindelen
"Spindelen" är en dikt av den svenske poeten Erik Johan Stagnelius. Den är skriven som ett elegiskt distikon, ett av Stagnelius ofta använt versmått. Dikten innehåller 18 rader (eller "verser") och åtskilliga referenser till figurer i antik mytologi (Fryne, Eos, Arakne). 